# Мемон, Якуб
Якуб Мемон (англ. Yakub Memon; 30 июля 1962, Бомбей — 30 июля 2015, Нагпур) — гражданин Индии, который 27 июля 2007 года был признан виновным в организации взрывов в Бомбее в 1993 году Судом по террористической и подрывной деятельности (TADA). Якуб Мемон являлся родным братом одного из главных подозреваемых в организации теракта Тайгера Мемона. Якуб Мемон подавал апелляции и ходатайства с просьбой о помиловании и отмене смертного приговора, но все они были отклонены, и его казнили 30 июля 2015 года в тюрьме в Нагпуре.

## Ранний период жизни
Родился 30 июля 1962 года в мусульманской семье народа мемон в Мумбаи и вырос в окрестностях Бикуллы, где учился в средней школе им. Антонио Д'Соуза. Окончил колледж торговли и искусств Бурхани по специализации коммерция. В 1986 году Якуб Мемон поступил в Институт дипломированных бухгалтеров Индии и в 1990 году завершил обучение, получив диплом бухгалтера.
В 1991 году Якуб Мемон вместе со своим другом детства Читаном Мехтой основал бухгалтерскую фирму Mehta & Memon Associates. В следующем году они перестали работать вместе, и Мемон открыл бухгалтерскую фирму «AR & Sons», названную в честь своего отца. Фирма стала очень успешной: Якуб Мемон получил награду «Лучший дипломированный бухгалтер года» от сообщества народа мемонов в Мумбаи. Он также создал компанию «Tejrath International» для экспорта мясных продуктов в регион Персидского залива и на Ближний Восток.

## Взрывы в Бомбее в 1993 году

### Участие в организации теракта
Согласно данным властей Индии, Якуб Мемон оказал помощь своему брату Тайгеру Мемону и лидеру ОПГ D-Company Давуду Ибрагиму в планировании и проведении взрывов в Бомбее в 1993 году. Якуб Мемон распоряжался материальными средствами своего брата Тайгера: финансировал обучение 15 молодых людей, которые были отправлены в Пакистан, где научились обращаться с оружием и боеприпасами; приобрёл транспортные средства, использованные при теракте; раздобыл оружие.

### Арест
Центральное бюро расследований Индии утверждает, что Якуб Мемон был арестован на железнодорожной станции Нью-Дели 5 августа 1994 года. Однако сам обвиняемый утверждал, что сдался полиции в Непале 28 июля 1994 года. При аресте у Якуба Мемона при себе находился портфель, в котором содержались записи его разговора в Карачи о планировании взрывов в Бомбее.

### Суд
Дело о теракте в Бомбее рассматривалось в специальном Суде по террористической и подрывной деятельности (TADA) у судьи Прамода Даттарама Коде, который вынес решение 27 июля 2007 года о признании Якуба Мемона виновным в предъявленных ему обвинениях:
| Преступление                                                                                             | Наказание                                                     |
| --- | ------------------------------------------------------------- |
| Осознанное соучастие в планировании террористического акта и подрывной деятельности, а также в убийствах | Смертная казнь                                                |
| Финансирование, подстрекательство и содействие в террористическом акте                                   | Пожизненное заключение                                        |
| Незаконное хранение и перевозка оружия и боеприпасов                                                     | Отбывание наказания в тюрьме строгого режима сроком на 14 лет |
| Владение взрывчатыми вещества с целью организации убийств                                                | Отбывание наказания в тюрьме строгого режима сроком на 10 лет |

### Обжалования приговора и петиции
Якуб Мемон подал апелляцию в Верховный суд Индии в соответствии со статьей 19 закона TADA, и штат Махараштра предоставил Верховному суду документы для обоснования смертного приговора. 21 марта 2013 года Верховный суд подтвердил приговор Якуба Мемона: в решении указано, что за финансирование террористического акта в качестве наказания к нему будет применена смертная казнь. Суд постановил, что роль Якуба Мимона не была ограничена только перепиской с организаторами и другими участниками нападения, но ему также была поручена работа со взрывчатыми веществами и их хранение, что указано в показаниях других обвиняемых лиц. Суд отметил, что Якуб Мемон активно участвовал в операциях хавала с целью оказания содействия в организации взрывов. Судьи назвали его вдохновителем и движущей силой в организации террористического акта. Однако сам Якуб Мемон постоянно заявлял о своей невиновности.
Затем Якуб Мемон подал ходатайство о пересмотре решения Верховного суда, подтверждающего правомерность его смертного приговора. 30 июля 2013 года коллегия Верховного суда во главе с председателем Паланисами Сатхасивамом и судьей Б. С. Чауханом отклонила ходатайства об устном слушании и пересмотре дела. после этого Якуб Мемон подал письменное ходатайство в Верховный суд, так как ходатайство об устном рассмотрении смертного приговора было отклонено. 6 августа 2013 года его брат Сулеман Мемон подал ходатайство с просьбой о помиловании президенту Индии. Однако 11 апреля 2014 года президент Пранаб Мукерджи отклонил просьбу об отмене смертного приговора для Якуба Мемона.
1 июня 2014 года судьи Джагдиш Сингх Кхехар и Чоккалингам Нагаппан вынесли решение об отсрочке исполнения приговора из-за рассмотрения ходатайства Якуба Мемона о том, что пересмотр смертных приговоров должен быть заслушан в открытом судебном заседании, а не в кабинете, где было заслушано его дело конституционной коллегией Верховного суда. 24 марта 2015 года началось открытое судебное заседание по ходатайству Якуба Мемона, которого представлял старший адвокат Джаспал Сингх. 9 апреля 2015 года Верховный суд отклонил ходатайство Якуба Мемона.
30 апреля 2015 года правительство Махараштры назначило 30 июля 2015 года датой смертной казни Якуба Мемона. 22 мая 2015 года Якуб Мемон подал заявление с просьбой об отмене даты смертного приговора в Верховный суд, которое было отклонено 21 июля 2015 года. Тем временем, Якуб Мемон подал ходатайство о помиловании губернатору Махараштры, а затем подал письменную просьбу в Верховный суд Индии о приостановлении исполнения приговора до принятия решения губернатора о помиловании. Якуб Мемон настаивал, что назначение даты смертного приговора является незаконным, так как он ещё не исчерпал все свои законные возможности для обжалования. Смертный приговор, вынесенный Якубу Мемону, подвергся критике со стороны нескольких видных деятелей, в том числе: актёра Болливуда Салмана Хана, офицера Отдела исследований и анализа Бахукутумби Рамана, бывшего судьи Верховного суда Харджита Сингха Беди, бывшего судьи Верховного суда Маркандея Катджу, журналиста Хуссейна Заиди, адвоката Рама Джетмалани, политика Асадуддина Овайси, журналиста Рагхавана Джаганнатана и несколько мусульманских организаций, которые просили об исполнении положений доклада Комиссии Срикришны. 26 июля 2015 года президенту Индии Пранабу Мукерджи передали петицию, подписанную несколькими видными деятелями и политиками с просьбой помиловать Якуба Мемона.
28 июля 2015 года Якуб Мемон подал ещё одно ходатайство в Верховный суд, оспаривая решение о правомерности смертного приговора на основании того, что якобы отсутствовал требуемый кворум судей при рассмотрении дела. 29 июля 2015 года Верховный суд отклонил это ходатайство. Якуб Мемон подал ещё ходатайства с просьбой о помиловании губернатору Махараштры и президенту Пранабу Мукерджи, но они оба были отклонены. В качестве последней инстанции адвокаты Якуба Мемона подали ходатайство председателю Верховного суда о приостановлении исполнения приговора на 14 дней, сославшись на то, что между просьбой о помиловании, отклонённой президентом страны и казнью, должен быть 14-дневный срок. Судейская коллегия из трёх судей Верховного суда отклонила ходатайство, оставив дату казни без изменений.

### Тюремное заключение
Первое время Якуб Мемон находился под стражей в центральной тюрьме Йеравады, а в августе 2007 года был переведён в центральную тюрьму Нагпура. Находясь в тюрьме он поступил в Национальный открытый университет им. Индиры Ганди, где получил две степени магистра: в 2013 году по английской литературе, а в 2014 году по политологии.

### Исполнение приговора
30 июля 2015 года около 6:30 утра по местному индийскому времени Якуб Мемон был казнён через повешение в центральной тюрьме Нагпура в свой 53-й день рождения. Его разбудили в 4:00 утра, разрешили принять тёплую ванну и предоставили свежий комплект одежды. Ему было разрешено читать Коран и сделать намаз, предоставили последнюю трапезу по его выбору, разрешили сделать последний телефонный звонок своей дочери (что являлось его последним желанием), после чего он прошёл заключительный медицинский осмотр перед казнью. Палачом стал полицейский констебль из Пуны, ранее казнивший пакистанца Аджмала Касаба. Якуб Мемон стал 24-м человеком, повешенным в центральной тюрьме Нагпура с 1947 года.
Его казнь положила начало дискуссии о приемлемости смертной казни в Индии: активисты стали призывать к её отмене.

## В средствах массовой информации
Индийский актёр и режиссёр Имтиаз Али сыграл роль Якуба Мемона в фильме Анурага Кашьяпа «Чёрная пятница». В фильме содержатся некоторые кадры из интервью Якуба Мемона, которое было дано журналисту Мадху Трехану из Newstrack, где он утверждает, что теракт в Бомбее был организован его братом Тайгером Мемоном и его партнёрами по преступному миру.